# Аквила Синопский
Аквила (Акила) Синопский (лат. Aquila; Аквила Понтелий или Понтийский; II век н. э.) — уроженец Понта, прозелит иудейства; автор перевода Ветхого Завета на греческий язык (труд закончен на 12-м году правления Адриана, в 129 году; сохранился лишь во фрагментах). Его перевод соответствует масоретскому тексту, а не тому, который лёг в основу Септуагинты. Библейский перевод Аквилы был включён Оригеном в «Гексаплу» (ок. 245 года).

## Жизнеописание
Епифаний в своём сочинении «О мерах и весах» («De mensuris et ponderibus», гл. XIII—XVI) утверждал, что он был родственником императора Адриана, который нанял его в восстановленном Иерусалиме (колония Элия Капитолина), и что он был обращён в христианство, но, будучи уличён в практиковании языческой астрологии, обратился к иудаизму. Сообщается также, что он был учеником раввина Акивы и, возможно, упомянут в еврейских писаниях как עקילס (Аквила).

## Перевод Ветхого Завета
Версия перевода Аквилы, как считается, использовалась как часть Септуагинты при богослужениях в синагогах. Христиане обычно невысоко оценивали его перевод, утверждая, что он неправильно перевёл те части тексты, где говорилось о приходе Мессии, но Иероним и Ориген хвалили его работу; Ориген включил её в свою «Гексаплу» третьим столбцом из шести (гекса).
Этот перевод высоко ценился иудеями вследствие его буквальности, хотя именно из-за этого он часто оказывался непонятным для читателей, не знавших еврейского языка. Буквализм Аквилы доходил до того, что он сохранял даже еврейский синтаксис, просто передавая его греческими словами, напр., «σύν τὸν οὐρανὸν καὶ σύν τὴν γήν», что совершенно неправильно грамматически. Сохранившийся фрагмент этого труда воспроизводится в Монфоконовом издании «Гексаплы» (Париж, 1714).
Ириней Лионский первым упоминает о греческом переводе Аквилы (до 177 года). Приступая к толкованию изречения Ис. 7:14: «И се дева зачнёт», Ириней отвергает толкование, по которому слово «алма» переводят словом «adolescentula» (др.-греч. νεᾶνις), «девочка» (указание только возраста, а не девственности) и прибавляет: «Такое толкование дают Феодотион Эфесский и Аквила Понтелий, оба иудеи-прозелиты, которые следовали евионитам» («Против ересей» 3, 20).